# Saint-Martial-d’Albarède
Saint-Martial-d’Albarède (okzitanisch Sent Marçau d’Aubareda) ist eine südfranzösische Gemeinde mit 485 Einwohnern (Stand 1. Januar 2022) im Département Dordogne in der Region Nouvelle-Aquitaine (vor 2016 Aquitaine). Sie besteht aus dem Hauptort sowie mehreren Weilern (hameaux) und Einzelgehöften (fermes).

## Lage und Klima
Der Ort Saint-Martial-d’Albarède liegt gut 38 km (Fahrtstrecke) nordöstlich von Périgueux am Flüsschen Loue im waldreichen Périgord vert in einer Höhe von ca. 145 m. Das Klima ist gemäßigt; Regen (ca. 930 mm/Jahr) fällt übers Jahr verteilt.

## Bevölkerungsentwicklung
| Jahr      | 1800 | 1851 | 1901 | 1954 | 1999 | 2015 |
| Einwohner | 654  | 844  | 615  | 467  | 403  | 475  |

Der Bevölkerungsrückgang im 20. Jahrhundert ist im Wesentlichen auf die Mechanisierung der Landwirtschaft und die Aufgabe von bäuerlichen Kleinbetrieben zurückzuführen.

## Wirtschaft
Die Gemeinde war und ist immer noch in hohem Maße landwirtschaftlich orientiert, wobei auch die Viehzucht eine beträchtliche Rolle spielt. Im Ort selbst haben sich Handwerker und Kleindienstleister angesiedelt. Im 17./18. Jahrhundert gab es kleinere Metallschmelzen zur Eisenerzgewinnung; im Jahr 1928 wurden drei Kalkbrennöfen errichtet, die bis 1958 in Betrieb waren. Die Brauerei Gangloff nahm im Jahr 1855 den Betrieb auf. Seit den 1960er Jahren werden einige leerstehende Häuser als Ferienwohnungen (gîtes) vermietet.

## Geschichte
Im Mittelalter gehörte das Gebiet zu einem Priorat der Abtei Saint-Martial von Limoges. Nach den Wirren des Hundertjährigen Krieges (1337–1453) kam der Ort im Jahr 1613 an die Grafen von Périgord.

## Sehenswürdigkeiten
- Die Église Saint-Martial hat einen mittelalterlichen Ursprung, doch wurde der kleine, aus behauenen Bruchsteinen errichtete Bau mehrfach verändert. Eine Kirchenglocke wurde im Jahr 1726 gegossen und im Jahr 1991 unter Denkmalschutz gestellt.[3]
- Am Ortsrand stehen drei Kalkbrennöfen und der Gebäudekomplex der Brauerei Gangloff.
- Ein restauriertes Waschhaus (lavoir) befindet sich am Ufer der Loue.

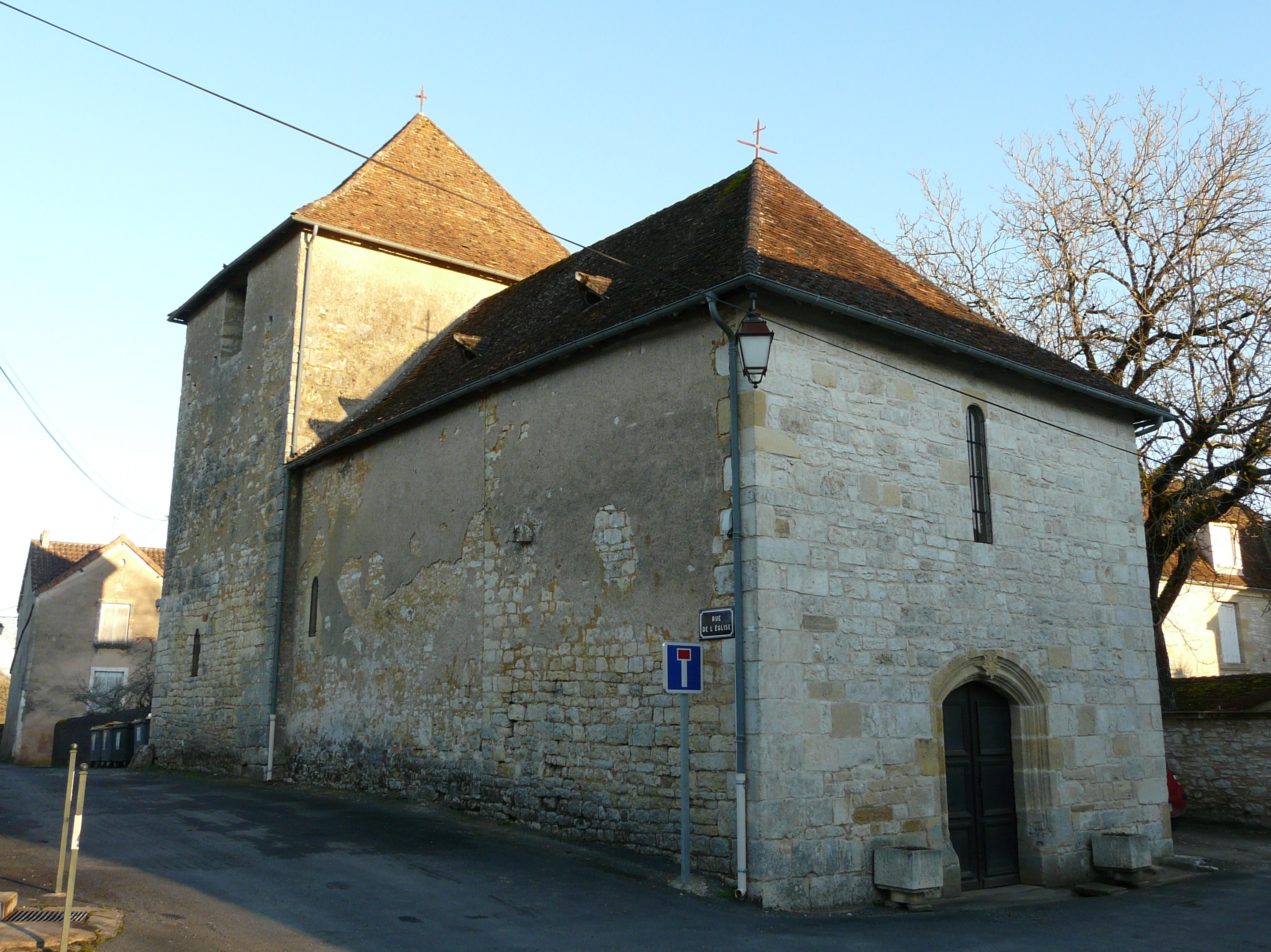
Église Saint-Martial
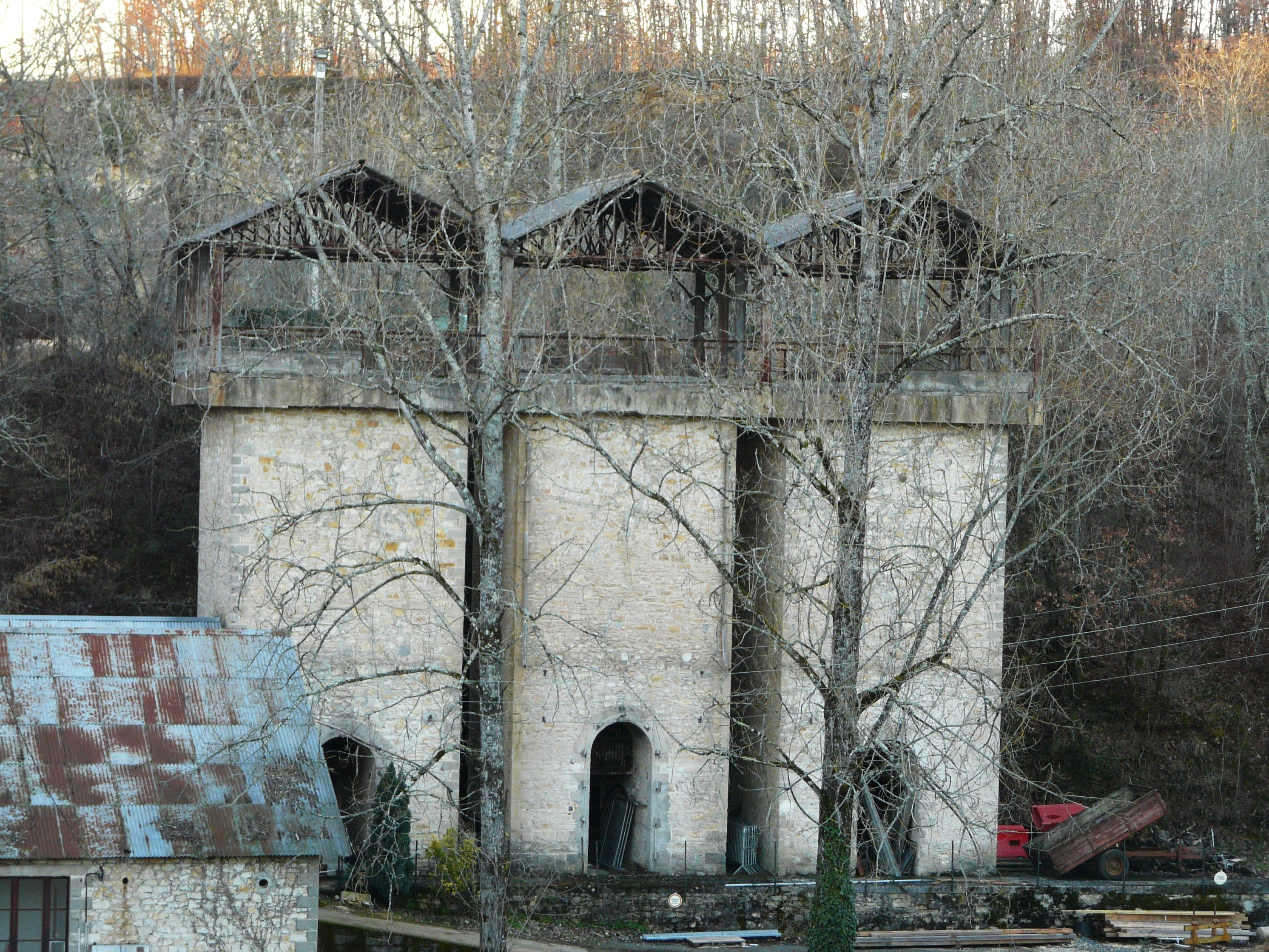
Kalkbrennöfen
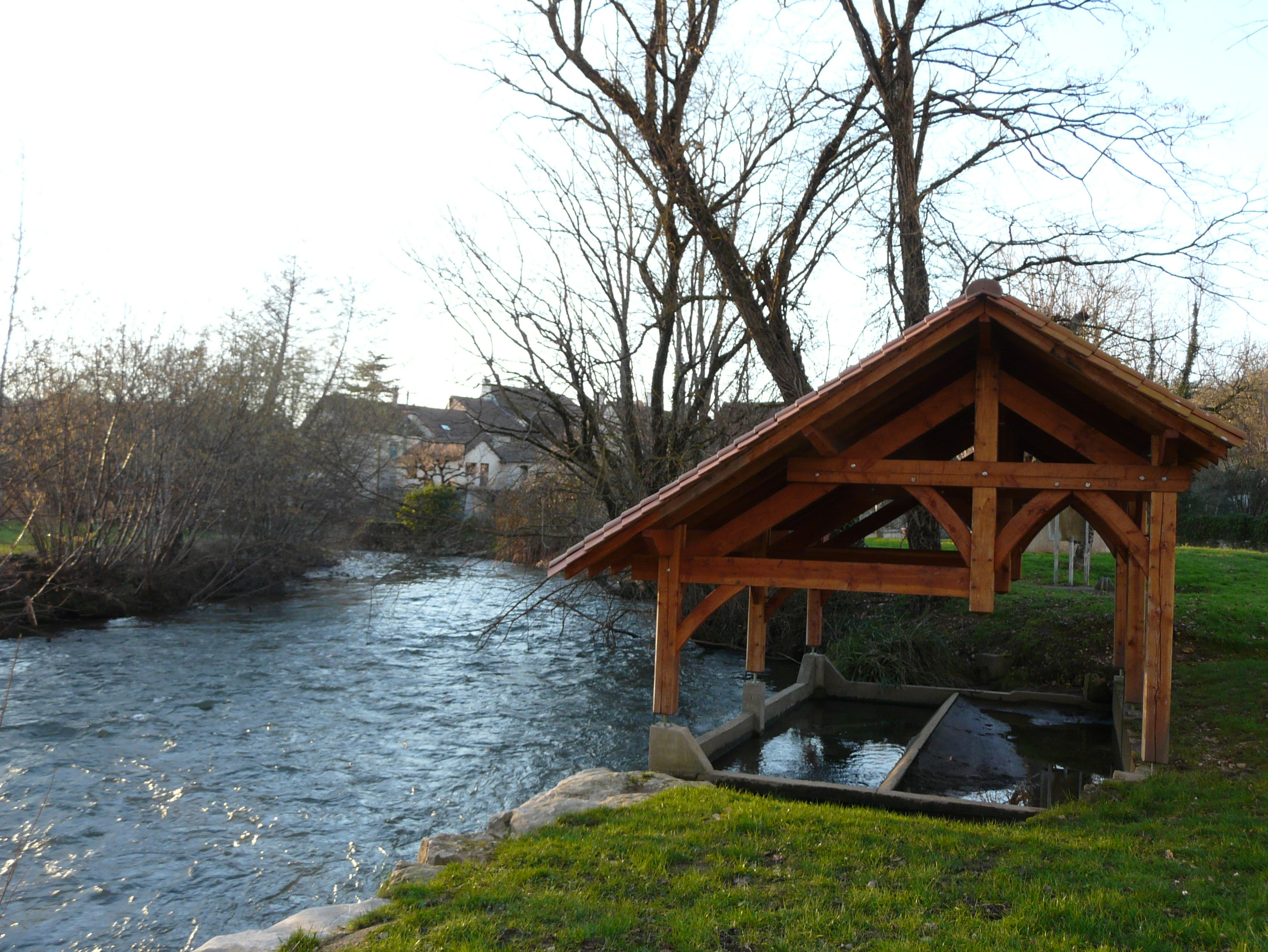
Waschhaus an der Loue
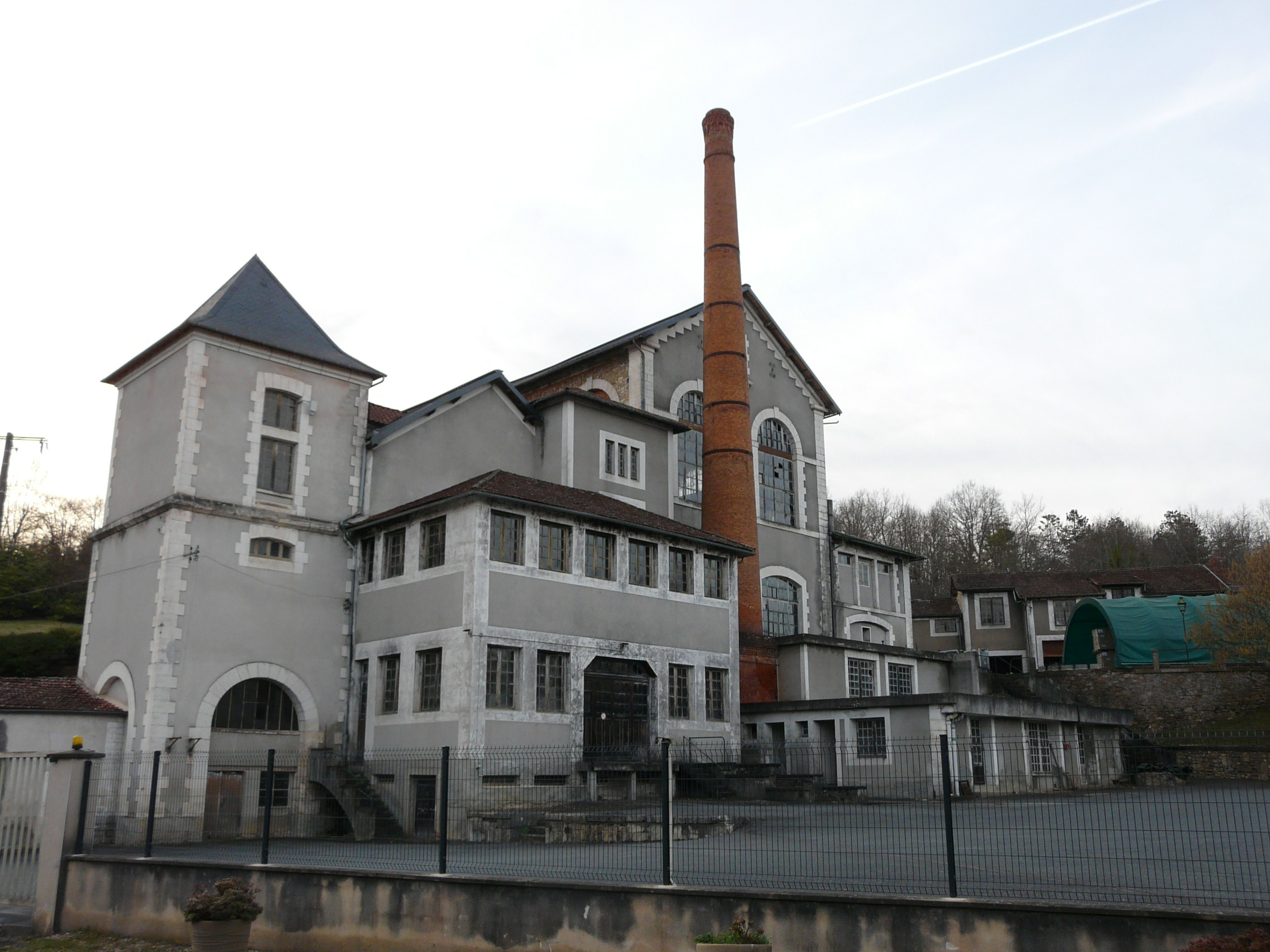
Brauerei Gangloff